# Non è mia figlia
Non è mia figlia (The Wrong Daughter) è un film statunitense del 2018 diretto da Ben Meyerson.

## Trama
Kate è un'imprenditrice, sta per inaugurare un bistrot insieme alla sua socia e amica Melissa, la sua è una vita felice tranne che per una cosa: lei e suo marito Joseph vorrebbero un bambino ma tutti i tentativi di Kate di rimanere incinta sono falliti. Lei e Joseph decidono di optare per un'unica soluzione, ovvero adottare Danica, la figlia di Kate, la diede alla luce durante l'adolescenza, quella di Kate era una famiglia numerosa e non potevano prendersi cura di una bambina, oltre al fatto che nemmeno la famiglia del padre desiderava accudirla, quindi la diedero in adozione, e finora Danica non ha mai trovato una famiglia desiderosa di prendersi cura di lei, attualmente vive in una casa famiglia.
Danica è una ragazza cordiale, gentile e responsabile, l'esatto opposto di Samantha, la sua compagna di stanza, affetta da schizofrenia, ragazza ribelle che rifiuta ogni norma e disciplina, è incapace di responsabilizzarsi, inoltre non prende nemmeno le sue medicine per il suo disturbo della personalità. Ormai Samantha ha raggiunto la maggiore età, l'istituto non vuole più prendersi cura di lei, anche perché è impossibile gestirla dato il suo carattere ribelle, quindi la mandano via, e Samantha ruba il computer di Danica scoprendo che Kate sta tentando di mettersi in contatto con sua figlia tramite una chat.
Dato che Danica non ha mai avuto il desiderio di rintracciare la sua madre biologica, decide di spacciarsi per lei andando a trovare Kate e Joseph nella loro casa, e i due sono ben lieti di darle ospitalità, anche perché Samantha recita bene la parte della figlia amorevole. Se all'inizio Samantha voleva manipolare Kate solo per avere un tetto sulla testa, le cose cambieranno quando inizierà ad affezionarsi morbosamente a lei, vedendola come la madre amorevole che non ha mai avuto. Solo Melissa riesce a vedere la natura bugiarda e manipolatrice della ragazza, Samantha entra nella casa di Ivan, il fidanzato di Melissa, e lo uccide buttandolo giù dalle scale.
Samantha, Kate e Joseph partono per un viaggio, in una casa tra i boschi in cerca di serenità, ma quando Melissa scopre che Ivan è morto, capisce subito che l'assassina è Samantha. Intanto Danica, dopo aver scoperto che Samantha si è appropriata della sua identità, telefona a sua madre la quale era andata a fare compere, per rivelarle di essere la sua vera figlia e che Samantha non ha fatto che mentirle. Kate si dirige subito nella casa nel bosco, trovando il cadavere di un poliziotto che era lì per una segnalazione e che Samantha ha ucciso, fortunatamente Joseph sta bene.
Kate va nella casa famiglia, ansiosa di conoscere la vera Danica, ma Samantha l'ha battuta sul tempo, prendendo Danica come ostaggio minacciandola con un coltello. Kate la convince a mettere via l'arma e a liberare Danica, poi arriva la polizia che arresta Samantha mentre Danica e Kate si abbracciano.
Sono trascorsi sei mesi, Samantha è stata internata in un ospedale per igiene mentale, purtroppo non dà segni di miglioramento, mentre Kate finalmente ha la vita perfetta che ha sempre desiderato, lei e Melissa hanno aperto il loro bistrot, inoltre Kate e Joseph hanno adottato Danica, infine Kate è incinta, aspettando un bambino dal marito.